# Marie-Claude Morin
Pour les articles homonymes, voir Morin.
Marie-Claude Morin, née 25 janvier 1985 à Trois-Rivières, est une coordonnatrice en milieu communautaire et femme politique canadienne. Elle a été députée néodémocrate de Saint-Hyacinthe—Bagot (Québec) à la Chambre des communes du Canada de mai 2011 à octobre 2015.

## Biographie

### Enfance et études
Née à Trois-Rivières, elle étudie les arts et lettres - avec spécialisation en exploration théâtrale -, puis obtient un certificat en animation culturelle à l'Université du Québec à Montréal. Lors de son élection, elle terminait un certificat de 2e cycle en intervention sociocommunautaire à l'Université du Québec à Trois-Rivières.
Devenue directrice générale de la Corporation de développement communautaire (CDC) des Maskoutains, elle était également active bénévolement comme coordonnatrice et comédienne pour Production Les Trois Coups, ainsi que responsable de la Maison des jeunes de Saint-Dominique et animatrice au camp de jour Christ-Roi.

### Engagement politique
Candidate pour le Nouveau Parti démocratique dans la circonscription fédérale de Saint-Hyacinthe—Bagot au Québec à l'occasion des élections de 2011, elle est élue avec plus de 14000 voix d'avance sur la députée bloquiste sortante Ève-Mary Thaï Thi Lac.
Le 26 mai 2011, elle est nommée porte-parole de l'opposition officielle du Canada pour le logement. Elle dépose notamment le projet de loi C-400 visant à créer une stratégie nationale permettant l'accès au logement à tous les Canadiens ; comme il arrive souvent avec un projet de loi émanant de l'opposition, il a été rejeté par la Chambre en février 2013
En 2013, elle est contrainte de ne plus exercer son mandat durant plusieurs mois pour des raisons de santé et est remplacée par François Choquette, député néodémocrate d'un comté voisin. En octobre de la même année, elle dévoile être atteinte d'un trouble bipolaire de type 2 ayant entraîné une longue phase maniaco-dépressive. Elle reprend ensuite ses fonctions de députée.
En juillet 2014, elle annonce qu'elle ne sera pas candidate aux élections de 2015. Elle explique que cette décision n'est pas en lien avec sa maladie, stabilisée, mais simplement parce qu'elle n'avait jamais envisagée une carrière politique avant son élection et qu'elle souhaite se consacrer à sa famille, ses amis et à des projets personnels